# Floridus Röhrig
Floridus Röhrig CanReg (* als Helmut Röhrig am 27. August 1927 in Wien; † 28. April 2014 in Klosterneuburg) war ein österreichischer Augustiner-Chorherr, Kirchenhistoriker, Bibliothekar und Archivar.

## Leben
Röhrig war kriegsbedingt 1944/45 im Kulturamt der Stadt Wien mit der Bergung von Kulturgütern im Einsatz. Unmittelbar nach Kriegsende 1945 nahm er an der Wiener Universität ein Studium der Geschichte und Kunstgeschichte auf. An seinem 21. Geburtstag, am 27. August 1948, trat Helmut Röhrig in das Augustiner-Chorherrenstift Klosterneuburg ein und erhielt den Ordensnamen Floridus. 1954 empfing er die Priesterweihe, nachdem er 1952 die Ordensgelübde abgelegt hatte. Zusätzlich zur Katholischen Theologie studierte er an der Universität Wien Geschichte und Kunstgeschichte und wurde 1951 zum Dr. phil. promoviert. 1959 absolvierte er die Staatsprüfung am Institut für Österreichische Geschichtsforschung mit Auszeichnung. Ein Jahr später wurde er in Wien zum Doktor der Theologie promoviert. Er hat den Umbau des Klosterneuburger Stiftsarchivs und damit verbunden die Neuordnung der Bestände eines der wichtigsten Klosterarchive im deutschsprachigen Raum konzipiert und geleitet.
Röhrig lehrte – seit 1986 als Universitäts-Dozent, seit 1992 als außerordentlicher Universitätsprofessor – am Institut für Kirchengeschichte der katholisch-theologischen Fakultät der Universität Wien. An der Philosophisch-Theologischen Hochschule des Stifts Heiligenkreuz war er lange Jahre Professor für Kirchengeschichte.
Er war Seelsorger zahlreicher Jugendvereine in Klosterneuburg und als solcher Mitglied der Pfadfindergruppe „Klosterneuburg 1“ sowie den Mittelschulverbindungen Rhaeto-Norica und Arminia Klosterneuburg.
Röhrig leitete Bibliothek und Archiv des Chorherrenstifts und legte mehrere maßgebliche wissenschaftliche Studien zur Geschichte seines Stifts und seiner Kunstschätze vor. Er war anerkannter Experte für die Geschichte des Markgrafen Leopold III. von Österreich.
Im Jahr 2019 wurden vom österreichischen Medienprojekt Addendum Missbrauchsvorwürfe gegen Röhrig publik gemacht.

## Auszeichnungen
- 1972 Kulturpreis der Stadt Klosterneuburg
- 1978 Goldenes Ehrenzeichen für Verdienste um das Bundesland Niederösterreich
- 1983 Ehrenring der Stadt Klosterneuburg
- 1987 Ernennung zum Erzbischöflichen Konsistorialrat
- 1988 Ehrenmedaille der Bundeshauptstadt Wien in Gold
- 1997 Ehrenkreuz Erster Klasse für Wissenschaft und Kunst
- 1998 Wissenschaftspreis des Landes Niederösterreich

## Schriften (Auswahl)
Monographien
- Der Verduner Altar. Herold, Wien u. a. 1955.
- Alte Stifte in Österreich. 2 Bände:
  - Band I. Wien. Niederösterreich. Oberösterreich. Schroll-Kulturführer, Wien/München 1966.
  - Band II. Steiermark. Kärnten. Salzburg. Tirol. Vorarlberg. Schroll-Kulturführer, Wien/München 1967.
- Als Herausgeber: Der Albrechtsaltar und sein Meister. Edition Tusch, Wien 1981, ISBN 3-85063-109-5.
- Mit Gerhard Brandl: Wachau. Landschaft und Lebenswelt. A. Pustet, Salzburg 1984, ISBN 3-7025-0228-9.
- Schriftleitung mit Gottfried Stangler: Der heilige Leopold. Landesfürst und Staatssymbol (= Katalog des Niederösterreichischen Landesmuseums. Neue Folge 155). Amt der Niederösterreichischen Landesregierung – Kulturabteilung, Wien 1985, ISBN 3-900464-22-7 (Ausstellungskatalog zur Niederösterreichischen Landesausstellung, Stift Klosterneuburg 30. März – 3. November 1985).
- Wissenschaftliche Leitung mit Gustav Otruba und Michael Duscher: Klosterneuburg. Geschichte und Kultur. Band 1: Die Stadt. 2 Teilbände. Herausgegeben von der Stadtgemeinde Klosterneuburg. Mayer, Klosterneuburg u. a. 1992, ISBN 3-901025-14-6.
- Wissenschaftliche Leitung mit Gustav Otruba und Michael Duscher: Klosterneuburg. Geschichte und Kultur. Band 2: Die Katastralgemeinden. 2 Teilbände. Herausgegeben von der Stadtgemeinde Klosterneuburg. Mayer, Klosterneuburg u. a. 1993, ISBN 3-901025-24-3.

Artikel
- Der Verduner Altar und die Eschatologie. In: Jahrbuch des Stiftes Klosterneuburg. Neue Folge 12, 1983, ISSN 0454-0158, S. 7–17.
- Das Stift Klosterneuburg und Österreich. In: Jahrbuch für Landeskunde von Niederösterreich. Jahrgang 62, 1996, S. 217–234 (zobodat.at [PDF]).